# Tanizaki Dzsunicsiró
Tanizaki Dzsunicsiró (japánul: 谷崎 潤一郎, Hepburn-átírással: Tanizaki Junichirō) (Tokió, 1886. július 24. – Jugavara, 1965. július 30.) japán író, a modern japán irodalom egyik legnagyobb alakja. Bizonyos műveiben szókimondó, egyesek szerint megbotránkoztató módon nyilvánul meg a szexualitás és a pusztító erotikus megszállottság, más könyvei viszont finoman, összetetten ábrázolják a családi élet dinamikáját a 20. századi japán társadalom egymást követő változásai tükrében. Történetei gyakran a kulturális identitáskeresésre alapulnak, a Nyugat és a japán hagyomány csap össze bennük, s az eredmény nemegyszer sokrétű, áttételes vagy éppen provokatív.

## Élete

### Ifjúság

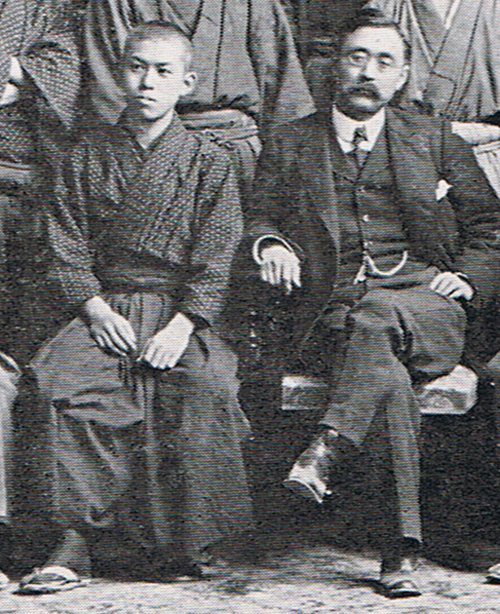
A középiskolás Tanizaki és igazgatója, Nitobe Inazó, aki már megírta híres művét, a Busidó-t, 1908-ban

Jómódú kereskedőcsaládba született a tokiói Nihonbasi negyedben, ahol apja a nagyapa által létesített nyomdát működtette. A Jósó dzsidai-ban („Gyermekkor”, 1956) Tanizaki maga is elismeri, hogy eszményi gyermekkora volt. A család vagyona azonban fokozatosan megcsappant, úgyhogy végül kénytelen volt egy másik családhoz költözni házitanítónak. A Tokiói Császári Egyetemen hallgatott irodalmat, de 1911-ben ki kellett maradnia, mert nem tudta fizetni a tandíjat.

### Az irodalmi karrier kezdete
1909-ben jelent meg első egyfelvonásosa egy részben általa alapított irodalmi folyóiratban. Ekkoriban minden érdekelte, ami a Nyugattal és a modernséggel volt kapcsolatos. 1922-ben csak azért települt át Jokohamába, mert ott sok külföldi tartózkodott: nyugati stílusú házban lakott, és bohém életet élt. Korai műveire ez a szemlélet és létforma nyomta rá bélyegét.
„Tetoválás” (Siszei, 1910) című elbeszélése révén vált közismertté. A történetben egy tetoválóművész óriási pókot rajzol egy gyönyörű fiatal nő testére, s ettől a nő szépsége démoni erővé válik, amelyben az erotika a szado-mazochizmussal vegyül. A femme fatale más korai Tanizaki-novellákban is megjelenik: Kirin (1910), Sónen („A gyerekek”, 1911), Himicu („A titok”, 1911), Akuma („Az ördög”, 1912).
Egyéb, Taisó-kori művei, pl. a Sindó (1916) és az Oni no men (1916) részben önéletrajziak. 1915-ben megházasodott, a kapcsolat azonban hamar tönkrement, és Tanizaki arra ösztönözte feleségét, Csijokót, hogy kezdjen viszonyt írótársával és barátjával, Szato Haruóval. Ennek a helyzetnek a lelki feszültségei tükröződnek Aiszureba koszo („Ha valaki tényleg szeret”, 1921) című színdarabban és a Kami to hito no aida („Istenek és emberek között”, 1924) című regényben. Ennek ellenére, még ha néhány írását hozzá közel állók vagy életének eseményei ihlették is, Tanizaki sokkal kevésbé önéletrajzi meghatározottságú író, mint számos japán kortársa.
Rövid ideig dolgozott a japán némafilmgyártásban, forgatókönyveket írt a Taikacu stúdiónak. Híve volt a „tiszta film mozgalomnak”, és sokat tett azért, hogy a japán film modern témákat dolgozzon fel. Ő írta a szövegkönyvét az Amatőrklubnak (1922) és A kígyó gonoszságának (1923) (ez utóbbi Ueda Akinari egyik elbeszélése az Eső és hold meséiből, amelyet viszont 1953-ban vitt mesterien filmvászonra Mizogucsi Kendzsi). Egyes nézetek szerint Tanizaki egész írói karrierjét lehetetlen megérteni a filmhez fűződő viszonyának ismerete nélkül.

### A kiotói időszak

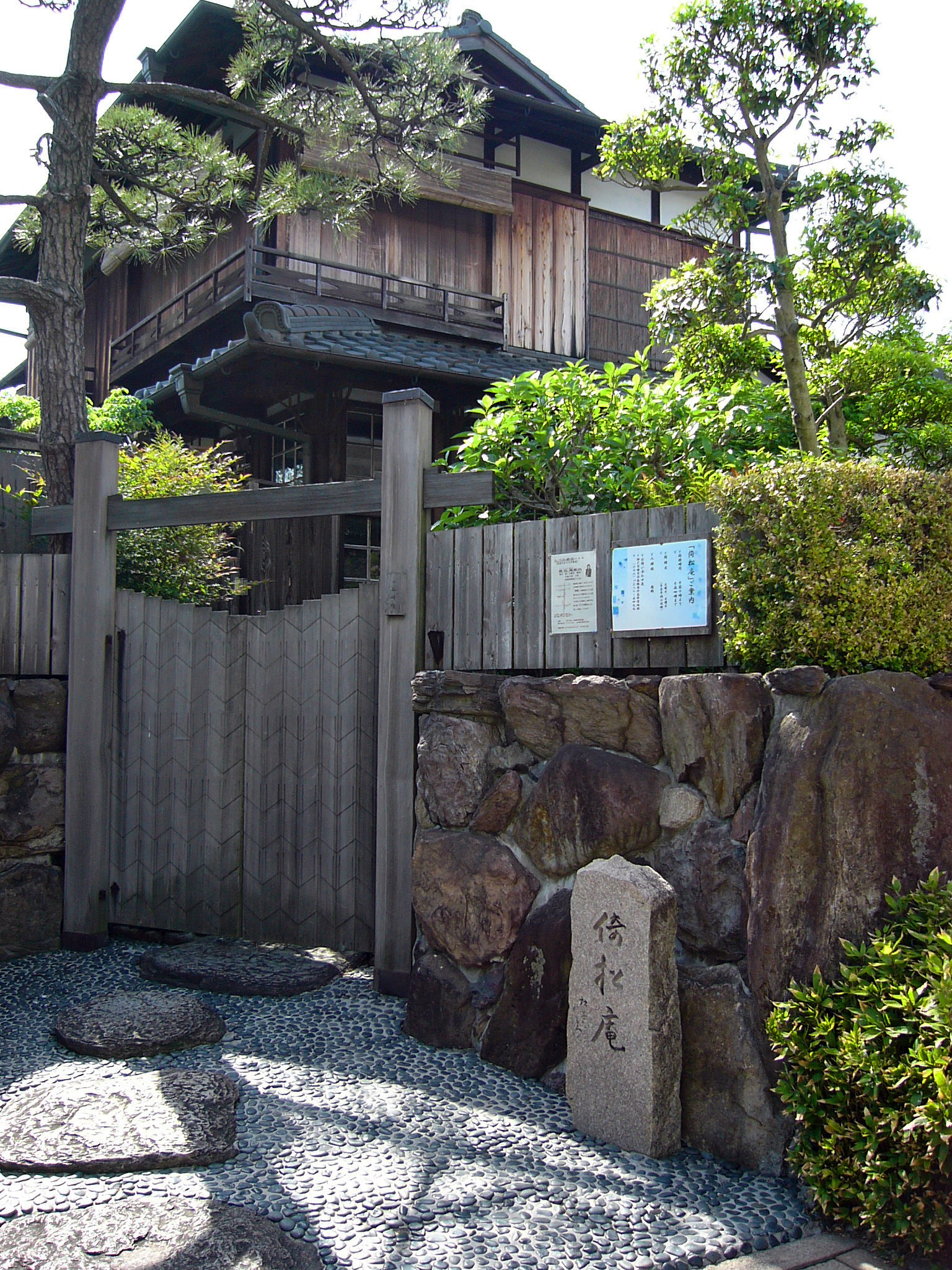
Tanizaki régi háza, az Isóan Kóbéban, ahol a Szaszamejuki első részét írta 1943-ban

Tanizaki hírneve akkor kapott igazán szárnyra, amikor az 1923-as tokiói földrengés után Kiotóba költözött. Tokió történelmi épületeinek és városrészeinek megsemmisülése egyszer s mindenkorra megváltoztatta érdeklődését, s a Nyugattól és a modernitástól a japán esztétika és kultúra, különösen Oszaka, Kóbe és Kiotó kultúrája felé fordult. A földrengés után írott első (s egyben első sikeres) regénye, a Csidzsin no ai („Egy bolond szerelme”, 1924–25) tragikomikus elemzése a származásnak, a szexuális megszállottságnak és a kulturális identitásnak. Oszakai dialektusban írta Mandzsi („Futóhomok”, 1928–29) című regényét, amelyben egyebek közt a leszbikusság témáját tárgyalja. Következő regénye, Aki a keserűfüvet szereti (Tade kuu musi, 1929) azt ábrázolja, hogyan talál fokozatosan magára egy Oszaka mellett élő tokiói férfi a nyugati típusú modernizálódás és a japán hagyomány között. A Josinokuzu („Nyílgyökér”, 1931) a bunraku, kabuki és más tradicionális formák közepette az európai többszörös narráció technikájával kísérletezik. Hasonló próbálkozások fedezhetők fel az Asikari-ban („A nádvágó”, 1932), a Sunkinsó-ban („Sunkin portréja”, 1933) és sok más művében is, amelyekben a hagyományos esztétikák Tanizaki megszokott rögeszméivel elegyednek.
A klasszikus japán irodalom iránti megújuló érdeklődésének terméke a Gendzsi szerelmeinek modern japán nyelvre fordítása (1939–41, majd még egyszer a háború után, immár cenzúrázatlanul), illetve mesterműve, a Szaszamejuki („Hószitálás”, 1943–48), egy gazdag oszakai kereskedőcsalád négy lányának jellemrajza, akiknek addigi életvitele a második világháború első esztendeiben fokozatosan ellehetetlenül. A Makioka család kozmopolita életet él, szomszédaik és barátaik európaiak, de korántsem szenvednek olyan fajta kulturális identitásválságban, mint a korai Tanizaki-figurák.

### A háború után

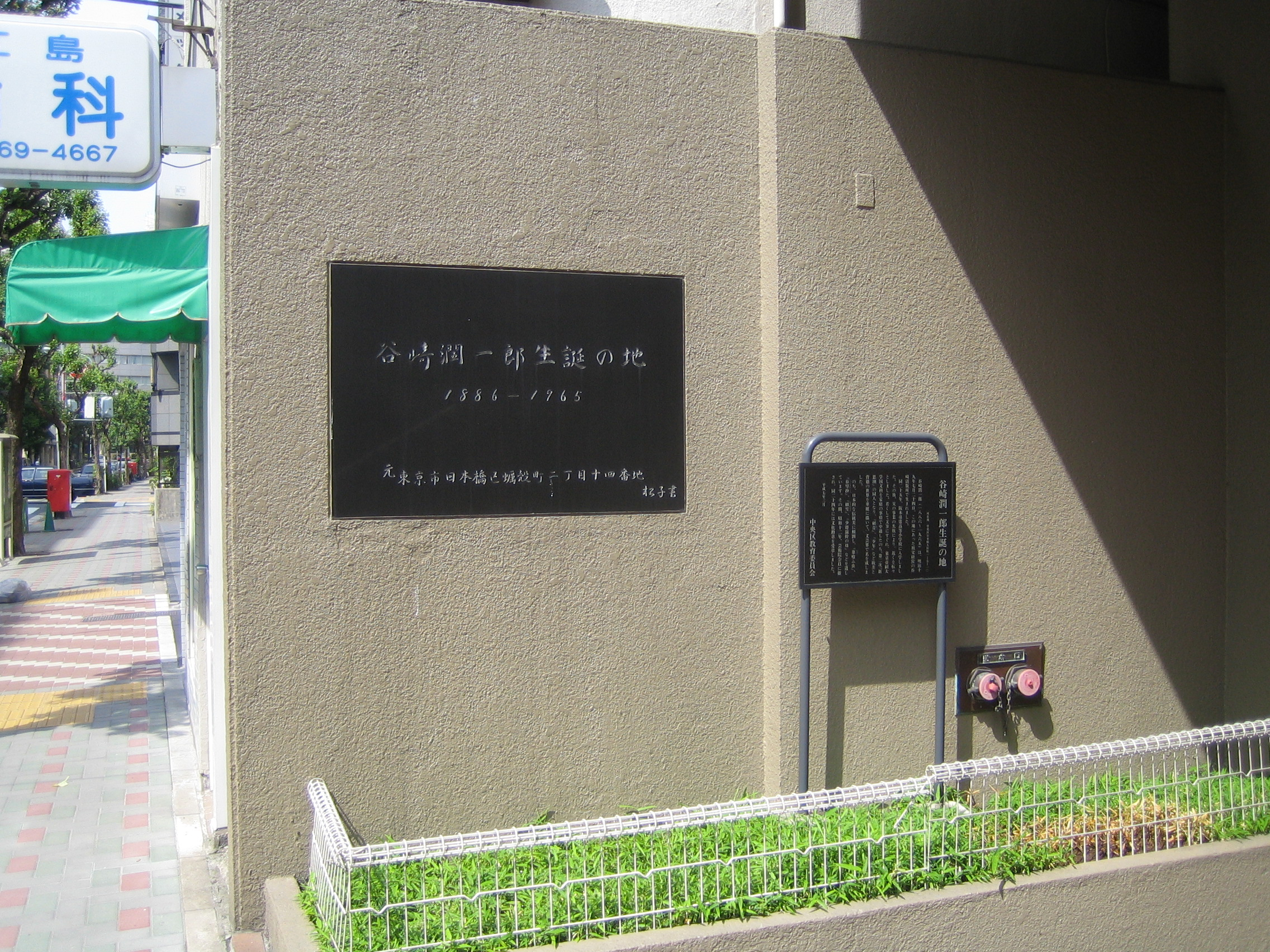
A Tanizaki szülőhelyét jelző emléktábla

A világháború után Tanizaki már igen fontos irodalmi személyiségnek számított, sok díjat kapott, a kor legnagyobb élő írójának tekintették. 1949-ben elnyerte a Kultúra-érdemrendet, 1964-ben pedig első japánként az Amerikai Művészeti és Irodalmi Akadémia tiszteletbeli tagja lett.
Első jelentős háború utáni műve, a Sósó Sigemoto no haha („Sigemoto kapitány anyja”, 1949–50) egy fiúgyermek anyja utáni sóvárgásának megkapó története. A regény megpendíti az öregkori szexualitás problémáját is, amely aztán központi szerepet kapott A kulcsban (Kagi, 1956). A kulcs a végletekig pszichologizáló regény: korosodó professzor hőse elrendezi, hogy a felesége megcsalja, így akarva saját fogyatkozó nemi vágyát megújítani.
Tanizaki hőseire gyakran jellemző a szélsőséges erotikus vágy. Egyik utolsó regényében, az Egy hibbant vénember naplójá-ban (Futen ródzsin nikki, 1961–62) az öreg naplóíró szélütést kap az abnormális nemi izgalomtól. Naplójában megörökíti múltbeli vágyait éppúgy, mint jelenbeli próbálkozását, hogy nyugati csecsebecsékkel rávegye menyét egy kis szexuális játszadozásra.
Tanizaki szívrohamban hunyt el a Kanagava prefektúrabeli Jugavarában, nem sokkal 79. születésnapja után.

## Öröksége
Tanizaki sok műve erősen érzéki, néhánynak kifejezetten az erotika a témája, s szinte mind szellemes, gunyoros hangvételű, finoman kidolgozott. Noha elsősorban regényíróként és novellistaként tisztelik, írt verseket, drámákat és esszéket is.

## Fontosabb művei
- „Tetoválás” (Siszei, 1910)
- Kjófu („Rémület”, 1913)
- Kin to gin („Arany és ezüst”, 1918)
- Fumiko no asi („Fumiko lábai”, 1919)
- Vatakusi („A tolvaj”, 1921)
- Csidzsin no ai („Egy bolond szerelme”, 1924–25)
- Mandzsi („Futóhomok”, 1928–30)
- Aki a keserűfüvet szereti (1929)
- Josinokuzu („Nyílgyökér”, 1931)
- Asikari („A nádvágó”, 1932)
- Sunkinsó („Sunkin portréja”, 1933, film és opera is készült belőle)
- Inei raiszan („Az árnyak dicsérete”, 1933, esszék)
- Neko to sózó to futari no onna („Egy macska, egy férfi és két nő”, 1936)
- Szaszamejuki („Hószitálás”, 1943–48, film is készült belőle)
- Sósó Sigemoto no haha („Sigemoto kapitány anyja”, 1949)
- A kulcs (1956, film is készült belőle)
- Jósó dzsidai („Gyermekkor”, memoár, 1957)
- Egy hibbant vénember naplója (1961, film is készült belőle)

### Magyar nyelven
- Tetoválás; in: Modern japán elbeszélők; vál., jegyz. Hani Kjoko, ford. Sz. Holti Mária; Európa, Bp., 1967 (Dekameron sorozat)
- Egy hibbant vénember naplója; ford. Göncz Árpád, utószó Yamaji Masanori; Európa, Bp., 1980 (Modern könyvtár) ISBN 963-07-1989-4
- Aki a keserűfüvet szereti. Regény; ford. Kolozsvári Papp László; Európa, Bp., 1986 ISBN 963-07-3909-7
- A kulcs. Regény; ford. Kolozsvári Papp László, Európa, Bp., 1990 (Bibliotheca erotica) ISBN 963-07-5060-0

## Fordítás
- Ez a szócikk részben vagy egészben a Jun'ichirō Tanizaki című angol Wikipédia-szócikk ezen változatának fordításán alapul.  Az eredeti cikk szerkesztőit annak laptörténete sorolja fel. Ez a jelzés csupán a megfogalmazás eredetét és a szerzői jogokat jelzi, nem szolgál a cikkben szereplő információk forrásmegjelöléseként.